# Марчела Молдаван-Жак
Марчела Молдаван-Жак (3 червня 1956 , Сату-Маре ) — румунська фехтувальниця на рапірах, срібна призерка Олімпійських ігор 1984 року.

## Виступи на Олімпіадах
| Олімпіада         | Дисципліна           | Місце |
| ----------------- | -------------------- | ----- |
| Монреаль 1976     | командна рапіра      | 7     |
| Москва 1980       | індивідуальна рапіра | 21    |
| Москва 1980       | командна рапіра      | 9     |
| Лос-Анджелес 1984 | індивідуальна рапіра | 18    |
| Лос-Анджелес 1984 | командна рапіра      | 2     |